# نوتر-دام-دو-آم، کبک
نوتر-دام-دو-آم (به فرانسوی: Notre-Dame-de-Ham) شهری در منطقه شهری آرتاباسکا ناحیه سانتر-دو-کبک در استان کبک کانادا است. در سرشماری سال ۲۰۱۱ این شهر ۴۱۹ نفر جمعیت داشته‌است و مساحت آن ۳۲٫۳۴ کیلومتر مربع است.